# Blechnet
Blechnet (eigene Schreibweise: blechnet) ist ein Fachmedium für die Blech- und Rohrbearbeitung und präsentiert die komplette Prozesskette in der Fertigung, wie Trenn- und Verbindungstechnik, Stanzen, Umformen oder auch Oberflächentechnik.

## Fachmagazin
Das Fachmagazin erscheint sechsmal jährlich und hatte 2019 eine verbreitete Auflage von rund 10.000 Exemplaren. Zielgruppe sind die Entscheidungsträger aus Metallverarbeitung, Stahlbau, Maschinenbau, Fahrzeugbau, Elektrotechnik, Feinmechanik und Eisen-, Blech- und Metallwarenindustrie. blechnet ist ein Fachmagazin der Vogel Communications Group.

## Zugehörige Medien
blechnet zugehörig sind ferner eine Web-Plattform und ein zweimal wöchentlich erscheinender Newsletter, sowie verschiedene Social-Media-Auftritte. Zudem ist blechnet offizieller Partner der Messeveranstalter „Mack Brooks Exhibitions“ und „P.E.Schall“ zu den Messen „EuroBLECH“ und „Blechexpo“ und publiziert die jeweiligen Messezeitungen. Darüber hinaus veranstaltet blechnet einmal jährlich die Fachtagung „Mehr Effizienz im Presswerk“.